# Elliott Carter
Elliot Cook Carter (11. prosince 1908 New York – 5. listopadu 2012 New York) byl americký hudební skladatel.

## Život
Vystudoval angličtinu a hudbu na Harvardově univerzitě, absolvoval roku 1932. Skladbu ho zde vyučovali Walter Piston a Gustav Holst. Poté působil v Paříži, kde se učil u Nadii Boulangerové.
Začínal neoklasickými skladbami, ale nakonec přešel k atonální hudbě. Jako skladby bývají považovány za posluchačsky náročné, New York Times označil jeho smyčcová kvarteta za „nejsložitější hudbu, jaká kdy byla napsána“.
Dvakrát obdržel Pulitzerovu cenu za hudbu (1960, 1973). Roku 1985 získal americkou Národní medaili umění, jako vůbec první hudební skladatel. V roce 1993 získal cenu Grammy.
Dožil se 103 let.